# Comune di Fakse
Il comune di Fakse, fino al 1º gennaio 2007 è stato un comune danese situato nella contea dello Storstrøm, il comune aveva una popolazione di 12 474 abitanti (2005) e una superficie di 147 km². Capoluogo era la cittadina di Faxe.
Dal 1º gennaio 2007, con l'entrata in vigore della riforma amministrativa, il comune è stato soppresso e accorpato ai comuni di Haslev e Rønnede per dare luogo al neo-costituito comune di Faxe compreso nella regione della Selandia.